# 四硝酸钯
四硝酸钯是一种无机化合物，化学式为Pd(NO3)4。

## 制备
四硝酸钯由二水合硝酸钯(II)和四氧化二氮反应得到。

## 化学性质
四硝酸钯具有氧化性，可以将I-氧化，却不能将Fe2+氧化。